# The Interlace
The Interlace es un complejo de edificios de apartamentos del barrio de Queenstown, Singapur. Es notable por romper con el diseño típico de las torres en las ciudades con alta densidad de población al parecerse a bloques de Jenga apilados irregularmente unos sobre otros. Diseñado por la Office for Metropolitan Architecture (OMA), fue galardonado con el título de Edificio Mundial del Año en el World Architecture Festival de 2015.
El complejo The Interlace tiene 170.000 m² y ocupa 8 hectáreas de terreno, en la esquina de Depot Road y Alexandra Road. Tiene 31 bloques residenciales con apartamentos que van desde los 74 m² a los 585 m² a de los áticos de cada bloque.